# Medetera nitida
Medetera nitida är en tvåvingeart som först beskrevs av Macquart 1834.  Medetera nitida ingår i släktet Medetera, och familjen styltflugor. Enligt den finländska rödlistan är arten nära hotad i Finland. Arten är reproducerande i Sverige. Artens livsmiljö är friska och lundartade moar.